# Douvrin
Douvrin là một xã của tỉnh Pas-de-Calais, thuộc vùng Hauts-de-France, miền bắc nước Pháp.

## Dân số
| 1962                                                           | 1968 | 1975 | 1982 | 1990 | 1999 | 2005 |
| -------------------------------------------------------------- | ---- | ---- | ---- | ---- | ---- | ---- |
| 4350                                                           | 4659 | 4736 | 4415 | 5442 | 5431 | 5265 |
| Census count starting from 1962: Population without duplicates |      |      |      |      |      |      |